# Какавидите
„Какавидите“ (на английски: Cocoon) е американски научнофантастична комедия от 1985 г. на режисьора Рон Хауърд. През 1988 г. излиза продължението „Какавидите 2“.

## Актьорски състав
- Дон Амичи – Арт
- Уилфърд Бримли – Бен
- Хюм Кронин – Джо
- Брайън Денехи – Уолтър
- Джак Гилфорд – Бърни
- Стив Гутенберг – Джак
- Морийн Стейпълтън – Мери
- Джесика Тенди – Алма
- Гуен Вердън – Бес
- Херта Уейр – Роуз
- Тани Уелч – Кити
- Барет Оливър – Дейвид
- Линда Харисън – Сюзан

## Награди и номинации
| Категория                            | Номиниран                            | Резултат                |
| Оскар (24 март 1986 г.)              | Оскар (24 март 1986 г.)              | Оскар (24 март 1986 г.) |
| ------------------------------------ | ------------------------------------ | ----------------------- |
| Най-добри визуални ефекти            | Най-добри визуални ефекти            | награда                 |
| Най-добра поддържаща мъжка роля      | Марк Райланс                         | награда                 |
| Златен глобус (24 януари 1986 г.)    |                                      |                         |
| Най-добър филм – мюзикъл или комедия | Най-добър филм – мюзикъл или комедия | номинация               |
| Хюго                                 |                                      |                         |
| Най-добро сценично представяне       | Най-добро сценично представяне       | номинация               |
| Сатурн (28 май 1986 г.)              |                                      |                         |
| Най-добър режисьор                   | Рон Хауърд                           | награда                 |
| Най-добър научнофантастичен филм     | Най-добър научнофантастичен филм     | номинация               |
| Най-добър сценарий                   | Том Бенедек                          | номинация               |
| Най-добра музика                     | Джеймс Хорнър                        | номинация               |
| Най-добър актьор                     | Хюм Кронин                           | номинация               |
| Най-добра актриса                    | Джесика Тенди                        | номинация               |
| Най-добра актриса в поддържаща роля  | Гуен Вердън                          | номинация               |